# Linh ngưu Bhutan
Linh ngưu Bhutan (Danh pháp khoa học: Budorcas taxicolor whitei) là một phân loài của loài Linh ngưu phân bố ở Bhutan, được chọn là biểu tượng quốc gia của nước Bhutan. Loài này có nguồn gốc từ Bhutan, Đông Bắc Ấn Độ, phần phía Tây của Trung Quốc và Tây Tạng. Các mối đe dọa chính đối với Linh ngưu Bhutan chính là nạn săn bắn trộm quá mức và mất môi trường sống.

## Phân bố
Linh ngưu Bhutan được tìm thấy trong các khu rừng tre ở độ cao từ 1.000 đến 4.500 mét (3.300 đến 15.000 ft), nơi chúng ăn cỏ, chồi và lá. Chúng hoạt động vào ban ngày, nghỉ ngơi tránh nóng vào những ngày nắng nóng. Linh ngưu tập hợp thành những nhóm nhỏ trong mùa đông và những đàn lên đến một trăm cá thể trong mùa hè; vào mùa đông, chúng di chuyển đến độ cao thấp hơn và chia thành bầy nhỏ từ 10 - 50 cá thể, chủ yếu ở các huyện Gasa. Như thường thấy trong các loài bò rừng, những con đực thường đơn độc.
Một nghiên cứu của mùa chuyển động và môi trường sống sử dụng các con Linh ngưu Bhutan đã được thực hiện bởi nhân viên Vườn quốc gia Jigme Dorji nơi được cho là thành trì của các loài này ở Bhutan. Một nghiên cứu trước đó về chế độ ăn uống của chúng trên phạm vi mùa hè của nó cho thấy Linh ngưu có một chế độ ăn không đặc thù, tìm kiếm thức ăn trên rất nhiều cây bụi và cây cúc. Ở Trung Quốc, các loài này được biết là sống từ phía Nam của sông Yarlung Tsangpo ở phía Nam của miền đông Himalaya, và uốn cong về phía Tây của sông. Ở Ấn Độ, chúng sống ở Arunachal Pradesh và Sikkim.
Một số Linh ngưu được nuôi nhốt trong chuồng Bảo tồn Linh ngưu Motithang tại thủ đô Thimphu, nơi chúng có thể được cho ăn bằng tay bởi khách du lịch và bị béo phì như một kết quả tất yếu vì ăn quá nhiều. Vua Bhutan là Jigme Singye Wangchuck, đã ra lệnh thả những con Linh ngưu bị nuôi nhốt trong năm 1980 nhưng sau khi đi lang thang trên đường phố Thimphu trong vài tuần, chúng đã bị bắt lại và tiếp tục nuôi nhốt trong chuồng.

## Mô tả chung
Linh ngưu Bhutan có ngoại hình to lớn, với cặp sừng giống như sừng linh dương đầu bò, đuôi giống như gấu và một thân hình như bò rừng, chúng trông rất vạm vỡ và hung dữ. Miệng và mũi của takin giống như nai sừng tấm, cái mũi dài tạo cho chúng có một cái xoang lớn dùng để sưởi ấm không khí khi hít thở trong điều kiện giá lạnh, giúp cho không khí vào cơ thể ấm lên mỗi một khi hít vào đồng thời ngăn chặn sự thất thoát nhiệt của cơ thể bằng cách thở.

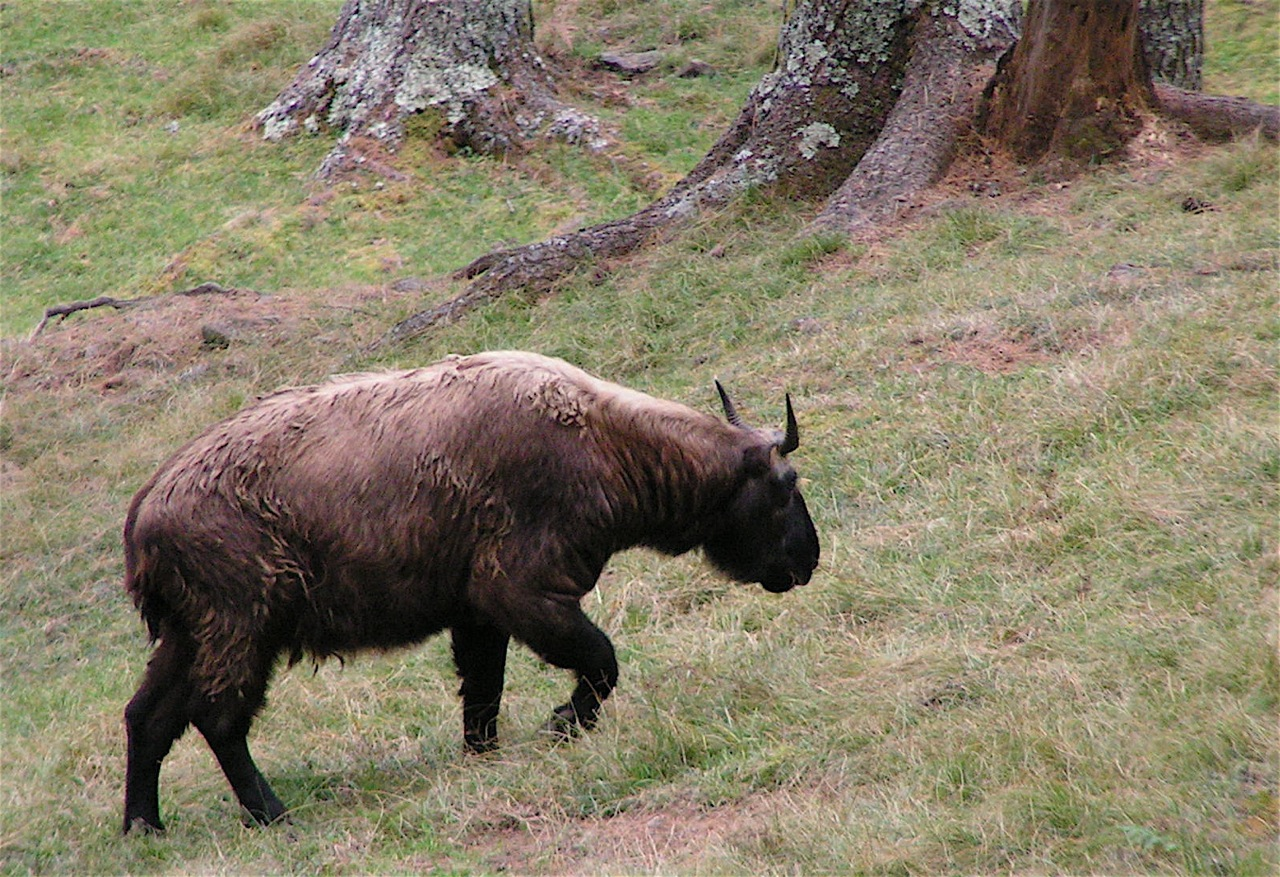
Một con Linh ngưu Bhutan

Các ngón chân được chia vó để di chuyển dễ dàng trong môi trường sống của vùng núi với nhiều vách đá. Mùi của Linh ngưu Bhutan giống như một sự kết hợp kỳ lạ giữa mùi ngựa và mùi xạ hương. Cả con đực và con cái đều có sừng màu đen, sừng có hình lưỡi liềm sáng bóng, phát triển từ trung tâm của cái đầu lớn của chúng và có thể dài lên tới 35 inch (90 cm). Bộ lông có thể dao động từ 1.2 inch (3 cm), trên hai bên của cơ thể trong mùa hè, lên đến 9,4 inch (24 cm), trên mặt dưới của đầu vào mùa đông.
Linh ngưu Bhutan cùng với bò xạ hương là những loài lớn nhất của phân họ caprinae, trong đó bao gồm tất cả dê, cừu và các loài tương tự. Chân ngắn được hỗ trợ trên lớn, móng hai ngón, cơ thể chắc nịch và ngực là sâu. Con đực đầu đàn được phân biệt bởi cái mũi dài, cong, sừng chắc, các chỏm tại các cơ sở và chiều dài có thể đạt tới 25 inch (64 cm). Cả hai giới đều có sừng nhỏ chạy song song với hộp sọ. Chiều dài của chúng là từ 5-7,3 feet (1,5-2,2 m). Chiều cao đến vai từ 3,3-4,5 feet (1-1,4 m). Trọng lượng của con cái lên đến 616 pounds (280 kg), con đực nặng tới 770 pounds (350 kg). Trọng lượng nghé lúc sơ sinh từ 11-15 pounds (5–7 kg).
Linh ngưu có chiều cao khi đứng từ 38–55 inch (97–140 cm) tính đến vai và tương đối ngắn với chiều dài 63–87 inch (160–220 cm) đối với chiều dài đầu và thân, đuôi chỉ dài thêm một khoảng từ 4,7-8,5 inch (12-21,6 cm). Trọng lượng khá nặng, theo hầu hết các báo cáo, các con đực lớn hơn một chút, báo cáo cân nặng 300–350 kg (660-770 lb) so với 250–300 kg (550-660 lb) ở con cái. Tuổi thọ của chúng trong tự nhiên từ 16-18 năm và có thể lên đến 20 năm trong các vườn thú.

## Tập tính

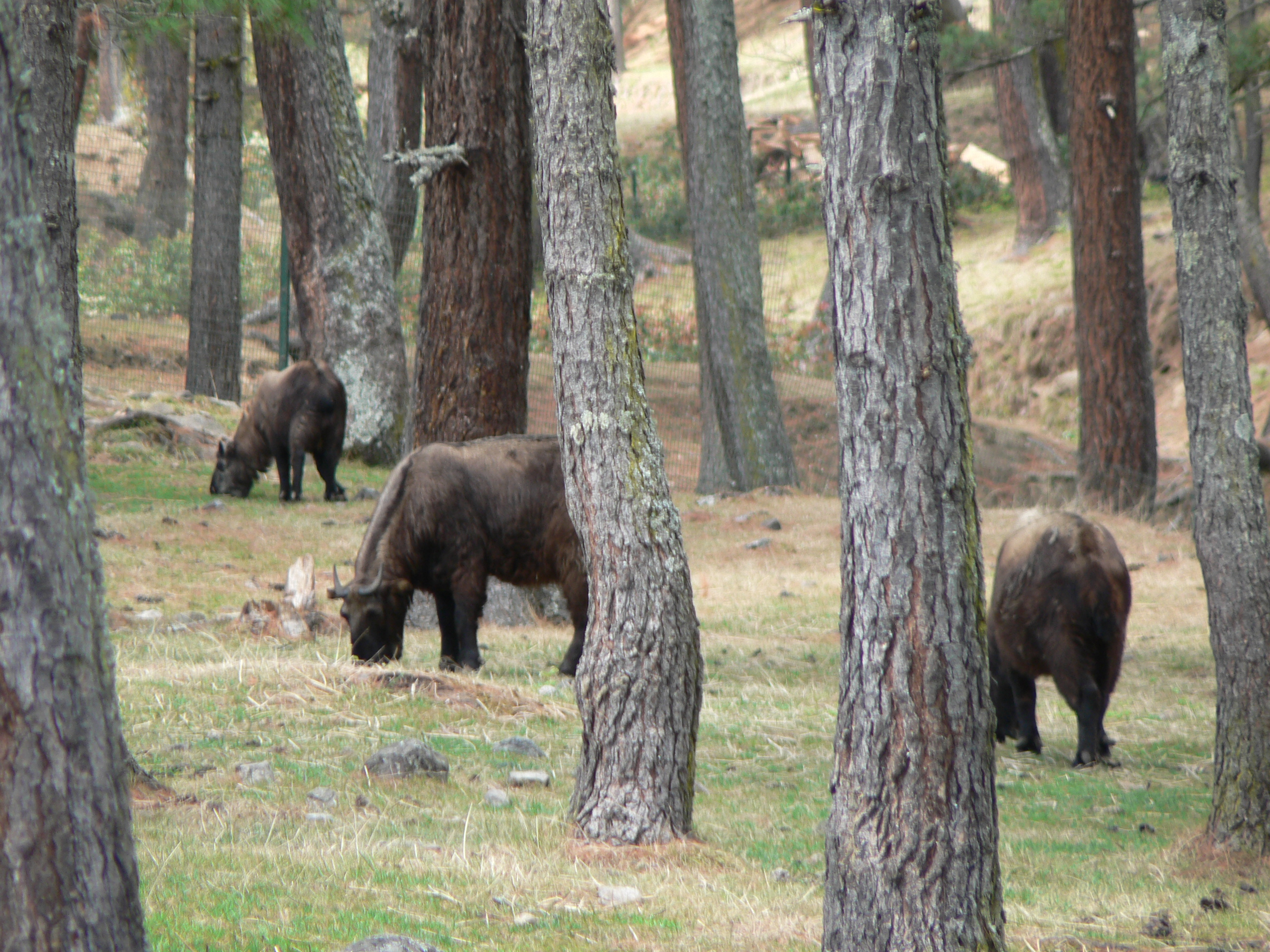
Linh ngưu Bhutan là động vật có tính xã hội nhưng con đực lại sống đơn độc

Do có một cơ thể đồ sộ và đầy sức mạnh, kết hợp với cặp sừng ấn tượng, chúng chỉ có vài kẻ thù trong tự nhiên như gấu, chó sói, báo và sói đỏ. Linh ngưu thường di chuyển chậm nhưng có thể phản ứng nhanh chóng nếu tức giận hay sợ hãi. Khi cần thiết, Linh ngưu Bhutan có thể nhảy từ mỏm đá này sang mỏm đá khác (điều mà các loài trâu, bò không làm được). Nếu cảm thấy nguy hiểm, chúng sẽ ra cảnh báo những con khác với một cái "ho" lớn để đánh động cho đàn chạy vào những bụi cây thấp rậm rạp, nơi chúng có thể nằm xuống để tránh bị nhìn thấy; đôi khi cũng có thể cất lên một tiếng rống khá đáng sợ với cái miệng mở, lưỡi thè ra.
Đối với hầu hết các bộ phận cơ thể thì khá yên lặng, nhưng linh ngưu làm ra một số tiếng động thú vị, từ khịt mũi đến các vùng sâu, giống kèn và còi to ra khỏi cái mũi. Âm thanh ở giọng cổ có nghĩa là chúng sẽ muốn cái gì đó, tiếng động sâu mà âm thanh như "whup" là cảnh báo hoặc để khẳng định sự thống trị. Con mẹ có thể gọi con nghé của mình với một âm thanh the thé và con đực có thể gây ra tiếng rống vang dội dưới giọng cổ trong khi chiến đấu với những con đực khác. Chúng cũng có thể truyền đạt thông tin bằng cách sử dụng một loạt các tư thế, ngôn ngữ của cơ thể. Những mô thức cơ thể cũng là một cách quan trọng giúp chúng giao tiếp với nhau. Ví dụ, con đực cho thấy thế chủ động với một tư thế thẳng đứng và cổ ngẩng lên cùng cái cằm chìa ra, chúng cũng có thể phơi bày vị trí cơ thể của mình sang một bên để những con khác để nhấn mạnh kích thước; ra tín hiệu gây hấn với tư thế đầu thấp xuống, giữ cổ nó ngang và cứng nhắc, với cái đầu và sừng nối sang một bên; đầu hạ xuống, một lại cong, thở mạnh, và đầu đâm thường kèm theo ánh mắt nhìn kéo dài giữa các cá thể.

## Chế độ ăn

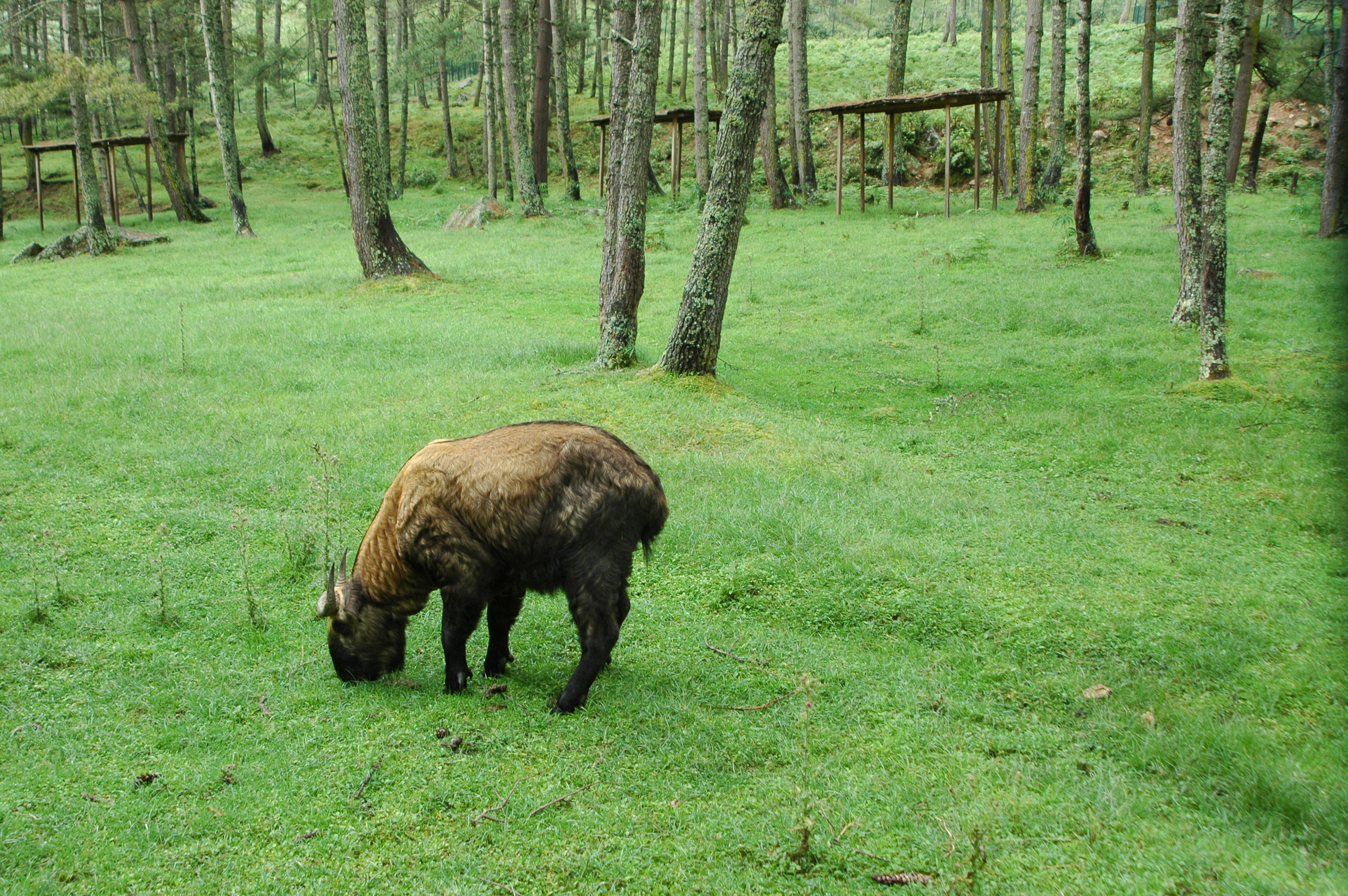
Một con Linh ngưu đang ăn

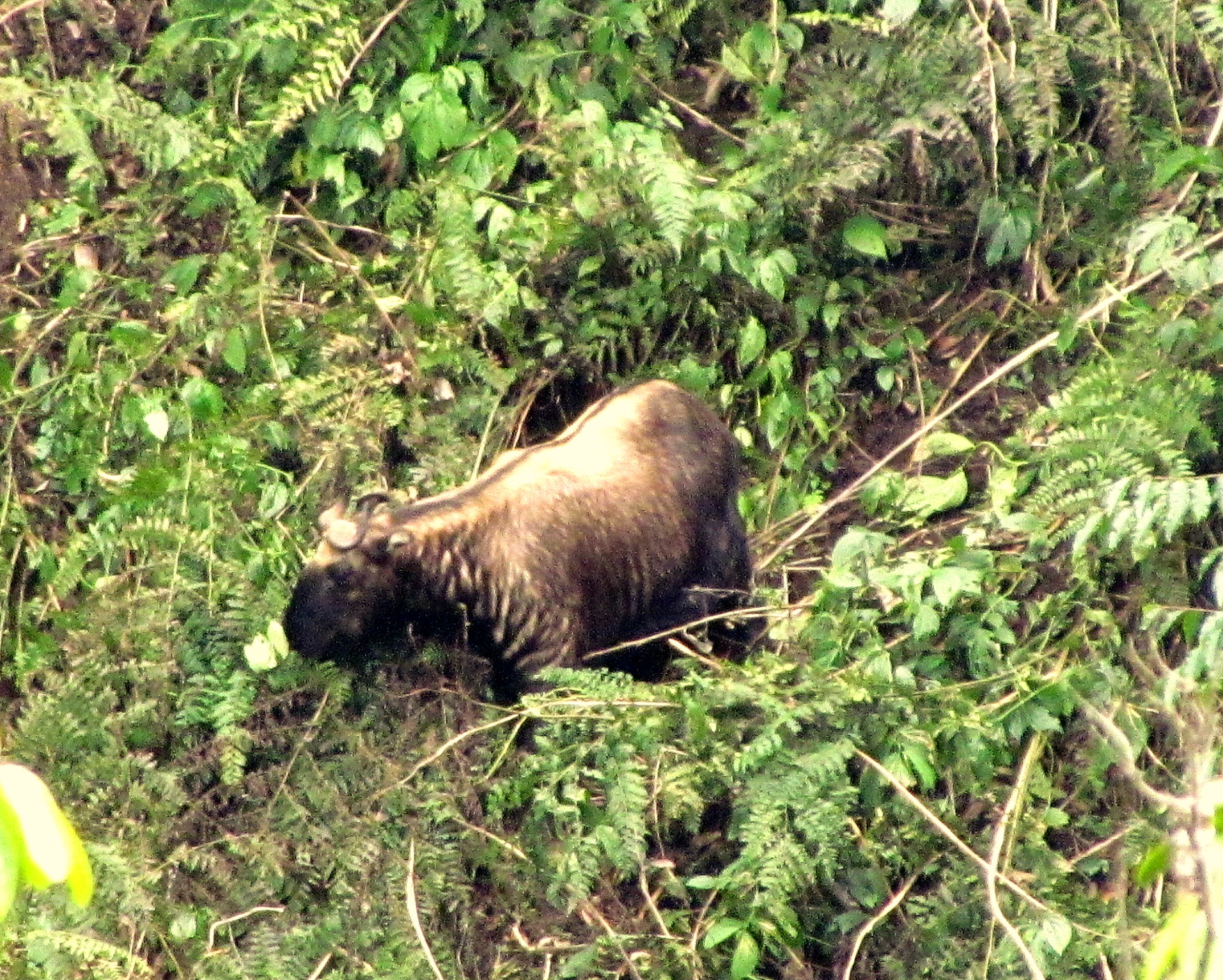
Một con Linh ngưu đang kiếm thức ăn

Linh ngưu Bhutan ăn nhiều loại cây trồng, cây xanh trên núi cao, lá rụng và ăn hầu hết các loài thực vật trong tầm với. Bao gồm các lá cứng của đỗ quyên, thường xanh, cây sồi, cây liễu, vỏ cây thông, lá tre, chồi non và thảo dược.
Chúng có thể dễ dàng đứng trên hai chân sau, chân trước tựa vào một thân cây, để với tới thảm thực vật cao hơn nếu chúng cần (đây cũng là một điểm khác biệt nữa so với trâu, bò). Nếu thức ăn ngoài tầm với, linh ngưu đôi khi sử dụng các bộ như phận sừng của chúng để kéo những cành cây nhỏ để lấy thức ăn.
Giống như bò và cừu, chúng là động vật nhai lại và đưa thức ăn vào dạ dày đầu tiên, dạ cỏ, khi chúng lần đầu nuốt nó. Vi khuẩn giúp tiêu hóa cỏ (thức ăn thô xanh) tổng hợp một số protein và vitamin, hạt lớn đi vào một buồng thứ hai mà các hạt gọi là cud, ợ lên miệng để được nhai thành từng miếng nhỏ, đủ thời gian để được hấp thụ hầu hết dinh dưỡng từ thức ăn.
Chúng ăn vào buổi sáng sớm và chiều tối, ăn lá và cỏ, cũng như măng tre và hoa. Muối cũng là một phần quan trọng của chế độ ăn của chúng, và các nhóm có thể ở tại một trữ lượng khoáng sản trong nhiều ngày mà không rời đi.

## Sinh sản
Mặc dù những con đực lớn tuổi vẫn có thể ở cô độc hơn. Vào mùa hè, những đàn lên đến 300 cá thể tập hợp trên sườn núi. Quá trình giao phối diễn ra trong tháng Bảy và tháng Tám. Con đực trưởng thành cạnh tranh cho sự thống trị của chúng với đối thủ, và cả hai giới sử dụng mùi nước tiểu của chính mình để đánh dấu lãnh thổ. Thông thường chúng là động vật sống đơn độc, chúng thiết lập quan hệ với những con đàn trong một thời gian ngắn. Chúng rống to để thu hút con bò đực và thông báo với những con khác về sự hiện diện của chúng.

Linh ngưu Bhutan có thể tìm ra nhau bằng cách theo dõi mùi hương của nhau. Khi chúng gặp nhau, một con trâu ngửi và liếm vào con cái để xác định xem con cái dễ hay khó đối với việc quan hệ. Hương thơm của làn da hoặc nước tiểu cũng là dấu hiệu.

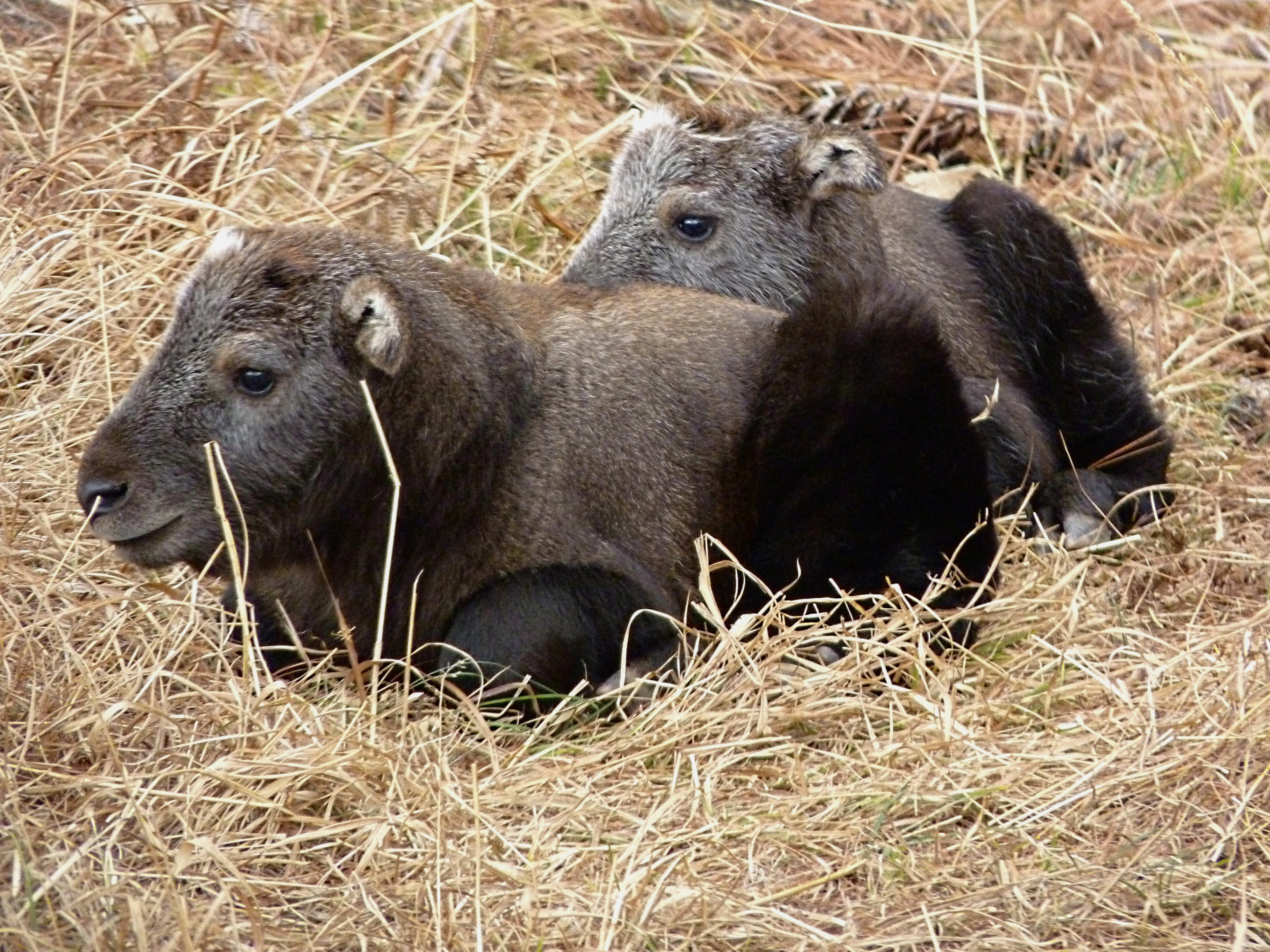
Hai con Linh ngưu Bhutan non

Đặc biệt, nồng độ pheromone trong nước tiểu của một chúng có thể phô bày trạng thái tình dục và bản sắc của từng cá thể. Để tăng cường loại truyền thông này, con đực phun nước tiểu lên chân trước, ngực, và khuôn mặt, con cái thấm cái đuôi của nó khi nó đi tiểu.
Thời gian mang thai của con cái từ 6-7 tháng, mỗi lần chúng sinh một con (những cặp song sinh là không phổ biến). Tuổi trưởng thành và thuần thục tình dục của chúng là 2 năm. Những con Linh ngưu cái làm mẹ thường tìm vùng cây rậm rạp để sinh một đứa con duy nhất vào đầu mùa xuân. Trong thời hạn ba ngày kể từ ngày ra đời của nó, một con Linh ngưu non có thể theo mẹ của mình thông qua hầu hết các loại địa hình. Điều này là rất quan trọng nếu gấu hay sói đang ở gần đó hoặc nếu đàn cần phải đi một quãng đường dài để tìm thức ăn. Nếu một con non bị tách khỏi mẹ của mình trong hai tuần đầu tiên, nó sẽ kêu hoảng loạn với âm thanh như một con sư tử non. Con mẹ sẽ trả lời với tiếng kêu nhỏ để mang con non chạy lại với nó.